# Charles de Visch
Dom Charles de Visch, O.Cist. (15. srpna 1596 – 11. dubna 1666) byl cisterciácký mnich a historik.

## Život
Visch studoval v letech 1621-1625 na univerzitě v Douai a následně vstoupil do cisterciáckého řádu v klášteře Ebrach. Ač neměl zvláštní předpoklady pro vědeckou práci, začal vydávat texty o cisterciácké historii. Roku 1649 vydal spis Bibliotheca Scriptorum Sacri Ordinis Cisterciensis, který byl pak roku 1656 vydán podruhé. Roku 1665 sepsal bibliografii cisterciáckých řádových autorů (vyšla v Cistercienser-Chronik až v roce 1926). Visch často přebíral zprávy jiných autorů a tak se do jeho spisů dostaly mnohé chyby. Z jeho prací nicméně čerpali další cisterciáčtí historikové až do 20. století.
V letech 1646-1661 byl převorem kláštera Dunes v Belgii. Zemřel roku 1666.